# Paul Watzlawick

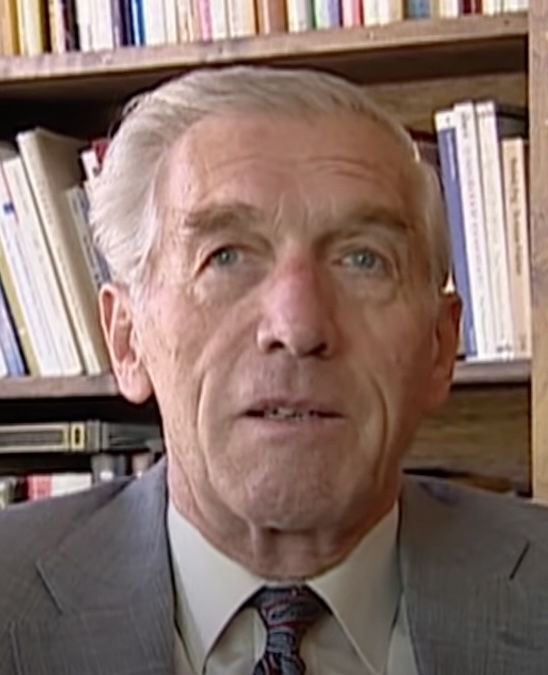
Paul Watzlawick

Paul Watzlawick (Villach, 25 juli 1921 - Palo Alto (Californië), 31 maart 2007) was een Oostenrijks-Amerikaanse psycholoog en filoloog die bekendstaat als een van 's werelds meest vooraanstaande communicatiewetenschappers. Hij is vooral bekend door de door hem opgestelde vijf communicatieaxioma's.
Na zijn middelbareschoolopleiding in Villach studeerde hij aan de Universiteit van Venetië psychologie en filologie tot 1949. Daarna werkte hij bij het C.G. Jung-Instituut Zürich . In 1957 zette hij zijn onderzoekscarrière voort aan de Universiteit van El Salvador. In 1960 werd hij door Don. D. Jackson gevraagd om in Palo Alto bij het Mental Research Institute te komen werken. Het MRI was baanbrekend in de psychotherapie doordat ze een nieuwe korte vorm van psychotherapie ontwikkelden die meestal aangeduid wordt met de naam brief strategic therapy. Vanaf 1967 doceerde hij psychiatrie aan de Stanford Universiteit. Watzlawick woonde en werkte destijds in Californië.
Hij behoort tot de stroming van het constructivisme.

## Axioma's
Watzlawick heeft in zijn werk De pragmatische aspecten van de menselijke communicatie (1974), vijf axioma’s opgesteld. Deze niet-bewezen stellingen, die wel als grondslag worden aanvaard, zijn de basis voor iedere communicatie.

### Axioma I
Het is onmogelijk om niet te communiceren.
Alles wat je doet, ook ‘niets’ doen, heeft invloed. Ieder gedrag is een vorm van communicatie. Omdat er niet zoiets bestaat als anti-gedrag, is het onmogelijk om niet te communiceren.
Twee soorten taal:
1. Digitale taal = overeengekomen
Voorbeeld: Gesproken, geschreven taal, gebaren waarover regels zijn opgesteld, waarvan iedereen weet wat en hoe.
Digitale taal heeft geschiedenis.
2. Analoge taal = niet overeengekomen
Vooral non-verbaal (lichaamstaal), onvoorspelbaar, anders in verschillende groepen.
Analoge taal is er alleen in het hier en nu.

Storing in de communicatie kan ontstaan als:
- de communicatie ontkend wordt (niet antwoorden);
- de communicatie afgewezen wordt (‘Met jou wil ik niets te maken hebben’);
- de communicatie eenzijdig wordt beëindigd.

### Axioma II
Iedere communicatie bezit een inhouds- en betrekkingsaspect. Laatstgenoemde classificeert de eerste en is daarmee dus een metacommunicatie.

Naast de inhoud van een interactie speelt ook altijd de relatie tussen de personen in de communicatie een rol. Als deze goed is dan is er meer wederzijds begrip en dat heeft invloed op de inhoud.
Als ik wat zeg, zeg ik iets over hoe ik wil dat de ander met mij omgaat
Inhoud: letterlijke boodschap
Betrekking: de relatie met de ander
Storing in de communicatie kan ontstaan als:
- een slechte relatie het praten over de inhoud bemoeilijkt;
- onenigheid over de inhoud op de relatie wordt overgedragen;
- men probeert de relatie uit de communicatie te houden.

### Axioma III
De aard van een betrekking is afhankelijk van de interpunctie van de interacties tussen de communicerende personen.
Interpunctie is het interpreteren van interacties in termen van oorzaak en gevolg. De zender en ontvanger interpreteren hun eigen gedrag als een reactie op dat van de ander. Een voorbeeld hiervan is een conflict waarbij er steeds heftiger op elkaar wordt gereageerd. Er wordt bijvoorbeeld boos gereageerd omdat de ander dit ook deed. Op een gegeven moment kan niemand meer vaststellen wie of wat de oorzaak van de ruzie was. Men is dan geneigd om toch een punt te noemen dat de oorzaak was van de ruzie. Dit verstoort echter de communicatie. Men heeft een keuze in de manier waarop men reageert op de ander. Dit biedt de mogelijkheid om afstand te nemen, in gesprek te blijven, de inhoud niet uit het oog te verliezen en de relatie veilig en goed te houden.
Ieder zijn waarheid:
Wat ik bedoel is niet per se waar voor de ander
Bij interpunctie wordt de oorzaak niet meer circulair gezien, maar wijst men 1 oorzaak aan (dezelfde werkelijkheid wordt door 2 personen op een andere manier verklaard)
Storing in de communicatie kan ontstaan als:
- het eigen gedrag gerechtvaardigd wordt door het gedrag van de ander;
- er selffulfilling prophecy optreedt: men neemt een houding aan waardoor een reactie wordt uitgelokt, vervolgens ziet men zich bevestigd in zijn mening en verandert de houding niet.
- er onder dwang een punt in de communicatie wordt genoemd als oorzaak.

### Axioma IV
Mensen communiceren zowel digitaal als analoog.
Niet alleen het gesproken woord, ook wel digitale communicatie genoemd, maar ook niet-verbale, analoge uitingen, zoals lachen en wegkijken, hebben een boodschap. De digitale communicatie is gericht op de inhoud en de analoge communicatie zegt meer over de betrekking/relatie. Deze twee moeten bij succesvolle communicatie overeenstemmen met elkaar. Men moet dus non-verbaal ondersteunen wat men met woorden zegt.
Gebruik dit als voorbeeld voor gedragswetenschappen.
Storing in de communicatie kan ontstaan als:
- Inconsistentie tussen communicatiekanalen: de analoge communicatie verkeerd wordt geïnterpreteerd;
- Inconsistentie in 1 communicatiekanaal: een van de gesprekspartners zich niet bewust is van zijn eigen analoge communicatie;
- Paradoxale opdracht: de analoge en digitale communicatie niet overeenstemmen;
- Dubbele binding: als een van de beide vormen overheerst.

### Axioma V
Communicatie tussen mensen is symmetrisch of complementair, afhankelijk of de relatie gebaseerd is op gelijkheid of verschil.
In de communicatie kan er sprake zijn van het weg proberen te nemen van verschillen, er moet overeenstemming worden bereikt. Ook kan er nadruk worden gelegd op de verschillen, zodoende kan men elkaar aanvullen en tot inzichten of leren komen. Beide vormen zijn nodig om communicatie succesvol te laten zijn.
Vormen van communiceren die steeds terugkomen:
- Complementaire actiepatronen
- Symmetrische actiepatronen

Storing in de communicatie kan ontstaan als:
- de gesprekspartners enkel overeenkomsten zoeken;
- de gesprekspartners te veel op hun standpunten blijven staan en geen overeenkomsten zoeken;
- er gebruik wordt gemaakt van macht, hierdoor ontstaat afhankelijkheid of onzelfstandigheid.

- Bibsys: 90074495
- Biblioteca Nacional de España: XX967813
- Bibliothèque nationale de France: cb11928939q (data)
- Catàleg d'autoritats de noms i títols de Catalunya: 981058612168206706
- CiNii: DA01004517
- Gemeinsame Normdatei: 118629549
- International Standard Name Identifier: 0000 0001 0931 7862
- Library of Congress Control Number: n50020679
- Nationale Bibliotheek van Letland: 000028688
- MusicBrainz: 2565ae6f-6c7b-4ac7-999f-db1cd3e984ce
- Bibliotheek van het Japanse parlement: 00460319
- Nationale Bibliotheek van Tsjechië: jn19990008948
- Nationale Bibliotheek van Israël: 987007447674905171
- Nationale Bibliotheek van Polen: a0000001122235
- Nationale en Universitaire bibliotheek Zagreb: 000372038
- Nederlandse Thesaurus van Auteursnamen: 073119873
- Istituto Centrale per il Catalogo Unico: CFIV036030
- Système universitaire de documentation: 050326996
- Virtual International Authority File: 108687087
- WorldCat: E39PBJd3KgF8Bdk3yVthYrJRrq